# Harrison (Arkansas)

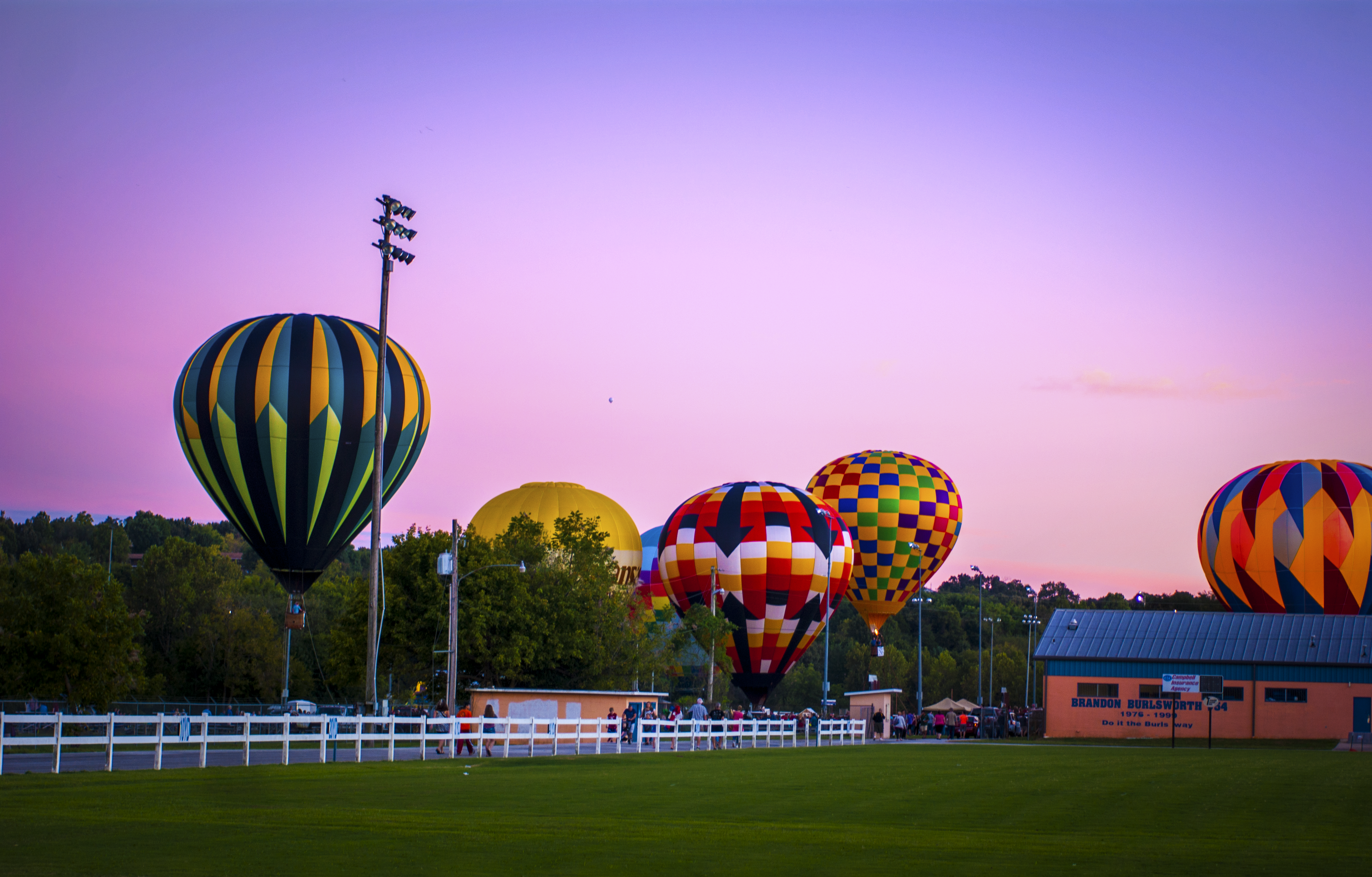
Miasto słynie z festiwalu balonów

Harrison – miasto w Stanach Zjednoczonych, w północnej części stanu Arkansas, siedziba hrabstwa Boone. Według spisu w 2020 roku liczy 13,1 tys. mieszkańców. 
Miasto zostało utworzone 1 marca 1876 roku. Na jego terenie znajdują się dwa budynki wpisane do National Register of Historic Places - budynek sądu hrabstwa Boone (z 1909 r.) i więzienie hrabstwa Boone (z 1914 r.).